# 919. grenadirski polk (Wehrmacht)
919. grenadirski polk (izvirno nemško 919. Grenadier-Regiment; kratica 919. GR) je bil pehotni polk Heera v času druge svetovne vojne.

## Zgodovina
Polk je bil ustanovljen 16. julija 1943 za potrebe 242. pehotne divizije; polk je kapituliral junija 1944 v bitki za Cherbourg.